# Artabano de Vananda
Artabano (em latim: Artabanus; em grego: Ἁρτάβανος; romaniz.: Artábanos; em armênio: Արտաւան; romaniz.: Artawān) foi um nobre armênio (nacarar) do século IV da dinastia local de Vananda, ativo durante o reinado do rei Tigranes VII (r. 339–350).

## Nome
Artabano (Artabanus; Ἁρτάβανος, Artábanos) ou Artabanes (Artabanus; Ἀρταβάνης, Artabanēs) são as formas latina e grega do persa antigo Artabanu (*Arta-bānu), "a glória de Arta". Foi registrado em parta e persa média como Ardavã (em persa médio: 𐭓𐭕𐭐𐭍, Ardawān),, em acadiano como Atarbanus (Atarbanuš), em elamita como Irtabanus (Irtabanuš), em aramaico como Artebenu (‘rtbnw), em lídio como Artabana (Artabãna), em armênio como Artavã (Արտաւան, Artawān) e em persa novo como Ardavã (em persa: اردوان, Ardavan).

## Vida
A parentela de Artabano é desconhecida, mas se sabe que pertencia à dinastia local de Vananda. Nina Garsoïan propôs que foi naapetes (chefe) de sua família, em sucessão de Orodes. Em 347, Artabano participou da reunião de nacarares junto ao rei Tigranes VII (r. 339–350) que pretendia decidir o próximo católico. Os presentes concordaram com o nome de Daniel I e Artabano foi enviado como emissário junto de outros nobres para buscá-lo. Eles o encontraram na vila de Til, no distrito de Acilisena, o convenceram a acompanhá-los e foram juntos à cidade de Barraeje, em Arzanena. Perante o rei, Daniel fez duras críticas à conduta de Tigranes que, enfurecido, ordenou que Daniel fosse estrangulado na frente de todos, apesar das tentativas dos presentes de impedirem-no.